# الشمني
أحمد بن محمد بن محمد بن حسن بن علي بن يحيى بن محمد بن خلف الله بن خليفة القسنطيني الإسكندري الشمني الحنفي (810هـ/1398م - 872هـ/1467هـ)، يُكنِّى بأبي العباس، ويُلَقَّب بتقي الدين، ويُعرَف أكثر بالشُمَّني. وهو نحويٌّ وعالم دين مصري من الإسكندرية في القرن التاسع الهجري، يَعُدُّه مؤَرِّخو النحو العربي من رجال المدرسة المصرية الشاميَّة.

## حياته
ولِدَ الشُمَّني في سنة 801 من التقويم الهجري، وكانت ولادته في مدينة الإسكندرية، بينما تعود أصوله إلى مدينة قرب قسنطينة، ويُسَمَّى الشُمَّني نسبةً إلى شُمَّن وهي قرية زراعيَّة في بلاد المغرب، ولم يكن أبوه من مصر ولكن قدم إليها قبل ولادة ابنه. نشأ الشُمني في الإسكندرية، وانتقل لاحقاً مع أبيه إلى القاهرة، ولم يتوانى والده عن العناية به، فأرسله يسمع من الكثير من شيوخ وعلماء عصره، فأخذ علوم البلاغة من القاضي شمس الدين البساطي، والنحو عن الشمس الشطنوفي والشمس العجيمي، وعلوم الفقه عن يحيى السيرامي، وعلوم الحديث عن ولي الدين العراقي، وآخرون مِمَّن تتلمذ عندهم التقيّ الزبيري، والجمال الحنبلي، وابن الكوبك، والصدر الإبشيطي، والسّراج البلقيني، والزين العراقي، والجمال بن ظهيرة. وفي هذه المُدَّة قرأ «التلويح والتوضيح» و«الهداية» في أصول وفقه المذهب الحنفي، بعد أن تحوَّل إليه من المذهب المالكي في سنة 834هـ، وشَرَحَ «المفتاح» في المعاني، و«المُطوَّل» للسعد التفتزاني، واستمرَّ في القراءة والتحصيل حتى أصبح علامة في النحو والمنطق والطب والعروض والفرائض والحساب والهندسة والحديث. بعدَ أن تعمَّق الشمني في العلوم عمل في التدريس، وكان يُدرِّس النحو والتفسير، يُقرئ الطلبة الكشاف للزمخشري وتفسير البيضاوي وشرح الرضي على الكافية والمطول للتفتزاني، ويتلقَّى في مقابل ذلك أجراً يسيراً من مشيخته. ومن أشهر تلامذته جلال الدين السيوطي وشمس الدين السخاوي. اشتهر الشمني بحسن أخلاقه وتواضعه وكرمه البالغ، وكان زهيداً متديناً ورعاً تقياً، ولهذا أكثر شعراء زمنه من مدحه بالقصائد. رفض الشمني الإفتاء، رغم طلب الناس فتواه، ورفض كذلك تولِّي قضاء الحنفيَّة. لم يُصَنِّف الشمني كثيراً من المؤلفات، ومعظم مؤلفاته كانت شروحاً حشاها بآراء النحاة، وأشهر مؤلفاته «المنصف من الكلام على مغني ابن هشام». أُصِيبَ الشمني بأمراض كثيرة توالت عليه، أغلبها في الأعضاء الداخلية، وأصيب بكثرة الرعاف وتكتُّل الحصى في كليتيه مما سبَّب له انحباس البول، ظلّ على حاله هذا حتى تُوفِّي في سنة 872 من التقويم الهجري بمنزله في القاهرة.

## مؤلفاته
تُنسَب إليه المؤلفات التالية:
- «منهج المسالك إلى ألفية ابن مالك» (في النحو).
- «المنصف من الكلام على مغني ابن هشام» (يُدافع عن ابن هشام ضُدَّ الانتقادات المُوجَّهة إليه من قبل ابن الصائغ والدماميني).
- «شرح نظم نخبة الفكر في مصطلح أهل الاثر» (في الحديث، يشرح كتاب الفيروزآبادي).
- «العالي الرتبة في شرح نظم النخبة» (يشرح نظم أبيه).
- «كمال الدراية في شرح النقاية» (يشرح كتاب ابن مسعود الحنفي).
- «مُزِيل الخفاء عن ألفاظ الشفاء» (في السيرة).
- «أوفق المسالك لتأدية المناسك» (في الفقه).